# Duguetia megalophylla
Duguetia megalophylla R.E.Fr. – gatunek rośliny z rodziny flaszowcowatych (Annonaceae Juss.). Występuje naturalnie w Wenezueli, Gujanie, Surinamie oraz północnej części Brazylii. 

## Morfologia
PokrójZimozielone drzewo dorastające do 3–15 m wysokości. Młode pędy są owłosione.
LiścieMają eliptyczny kształt. Mierzą 20–40 cm długości oraz 6–12 cm szerokości. Są lekko owłosione od spodu. Liść jest o spiczastym wierzchołku.
KwiatyZebrane w kwiatostany, rozwijają się na pniach i gałęziach (kaulifloria). Działki kielicha mają owalny kształt i dorastają do 30–50 mm długości. Płatki mają białą lub żółtawą barwę, osiągają do 30–50 mm długości.
OwoceZebrane po 100 w owocostany. Mają elipsoidalny kształt. Osiągają 40–60 mm długości.

## Biologia i ekologia
Rośnie w wiecznie zielonych oraz częściowo zimozielonych lasach. Występuje na terenach nizinnych. 

## Zastosowanie
Zmielona kora tego gatunku jest używana w leczeniu ran po ukąszeniach węży i jadowitych mrówek.